# Pericoma albitarsis
Pericoma albitarsis är en tvåvingeart som först beskrevs av Samuel Wendell Williston  1896.  Pericoma albitarsis ingår i släktet Pericoma och familjen fjärilsmyggor. Inga underarter finns listade i Catalogue of Life.